# Bernard-René de Launay
Bernard-René de Launay (født 1740, død 1789) var kommandant under stormen på Bastillen. Han døde efter stormen, da hans hoved blev hugget af som afskrækning. Hans hoved blev ført rundt i Paris.